# G-Dragon
Kwon Ji-yong (Hangul: 권지용; ur. 18 sierpnia 1988), lepiej znany pod pseudonimem G-Dragon – południowokoreański raper, piosenkarz, tekściarz, producent muzyczny i ikona mody. Po sześciu latach jako stażysta pod wytwórnią YG Entertainment G-Dragon oficjalnie zadebiutował jako członek zespołu Big Bang. G-Dragon brał udział w pisaniu, komponowaniu i produkcji wielu przebojów zespołu, w tym m.in. „Geojitmal”, „Majimak Insa (Last Farewell)” oraz „Haru Haru”. G-Dragon został drugim członkiem Big Bang, który zadebiutował solo w Japonii, po solowej trasie koncertowej Daesunga.
Jego debiutancki album solowy, Heartbreaker (2009), przyniósł singel numer jeden o tym samym tytule i został jednym z najbardziej udanych albumów 2009 roku, uzyskując sprzedaż ponad 200 tys. egzemplarzy i zdobywając nagrodę „Album Roku” podczas Mnet Asian Music Awards. Heartbreaker wywołał również poważne kontrowersje, w tym oskarżenie o plagiat. Po prawie rocznej przerwie G-Dragon i jego kolega z zespołu, T.O.P,  wspólnie nagrali i wydali płytę GD & TOP (2010). Album promowały trzy single: „High High”, „Oh Yeah” oraz „Knock Out”, z których wszystkie uplasowały się szczycie listy Gaon Chart. W 2012 roku ukazał się jego pierwszy minialbum One of a Kind, na którym ukazały się hitowe single „One of a Kind”, „Crayon” oraz „That XX”. Album został pozytywnie oceniony przez krytyków, zdobył nagrodę „Record of the Year” podczas 22. Seoul Music Awards. Jego drugi album studyjny, Coup D’Etat (2013), odniósł podobny sukces, co jego poprzednie wydawnictwo, a muzyk zdobył nagrodę „Artysta roku” podczas 15. Mnet Asian Music Awards. Zdobył również nagrody „World’s Best Entertainer” i „World’s Best Album” podczas 2014 World Music Awards.
Jest uznawany za jednego z najbardziej wpływowych liderów muzyki i mody w swoim kraju i określony mianem „ikony K-popu”. G-Dragon został nazwany przez Forbes Asia najbardziej wpływową osobą poniżej 30 roku życia we Wschodnim przemyśle rozrywkowym i sporcie.

## Życiorys

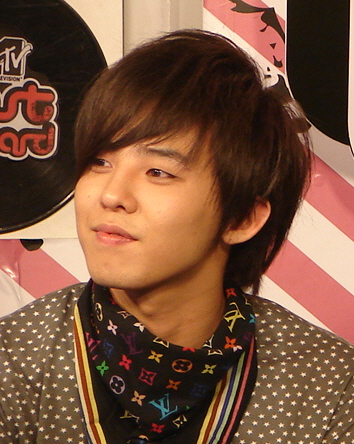
G-Dragon podczas MTV Fast Forward, Tajlandia

### 1988–2009: Wczesne życie i debiut z Big Bang
Kwon Ji-yong urodził się i wychował w Seulu, w Korei Południowej, rozpoczął karierę w wieku pięciu lat w ramach grupy Little Roo'Ra. Po wydaniu albumu świątecznego, kontraktu zespołu został rozwiązany przez ich wytwórnię płytową, co Kwon opisał jako „szokujące”. Choć obiecał swojej matce, że „nie zostanie piosenkarzem ponownie”, został zwerbowany przez SM Entertainment, podczas rodzinnego wyjazdu na narty. Był stażystą pod wytwórnią przez pięć lat (w wieku 8-13 lat), specjalizując się w tańcu, zanim odszedł, gdyż był niepewny tego, co chciał robić.
W trzeciej klasie znajomy Kwona zaznajomił go z amerykańskim zespołem rapowym Wu-Tang Clan. Zainspirowany ich muzyką zainteresował się rapem i zaczął brać lekcje. Pod wpływem People Crew wziął udział w nagraniu koreańskiego albumu hip-hopowego Flex w 2001 roku, stając się najmłodszym koreańskim raperem, mając jedynie 13 lat.
Choć pisał własne teksty do piosenek, przyznał, że jego angielski był słaby, a historia tekstów była typową „jestem młody, ale najlepszy”. Kwon zwrócił uwagę Seana z duetu hip-hopowego Jinusean z wytwórni YG Entertainment, który później polecił go dyrektorowi generalnemu wytwórni – Yang Hyun-sukowi. Po podpisaniu kontraktu z wytwórnią, Kwon spędził pierwsze lata czyszcząc studio dla innych artystów z wytwórni i przynosząc im butelki podczas treningu tanecznego. On i inny stażysta Dong Young-bae pierwotnie planowali zadebiutować jako hip-hopowy duet GDYB, wtedy to wybrał sobie pseudonim G-Dragon („Ji” jest wymawiane jak angielska litera „G”, a Yong w jęz. koreańskim znaczy „smok”). Po sześciu latach treningu Kwon kilkukrotnie wystąpił gościnnie na płytach innych artystów, a nawet wydał kilka singli z Dongiem pod nazwą „GDYB”. G-Dragon oficjalnie zadebiutował jako lider zespołu Big Bang w 2006 roku, po sześciu latach treningu pod YG Entertainment, razem z Dong Young-bae (który wybrał pseudonim Taeyang) i trzema innymi członkami (T.O.P, Daesung i Seungri).
Powstanie grupy zostało udokumentowane w telewizji, i chociaż początkowo było sześciu członków, Jang Hyun-seung został odsunięty przed oficjalnym debiutem grupy. Debiut grupy był dość udany, ich pierwszy album sprzedał się w liczbie ok. 110 tys. egzemplarzy. Na płycie znalazły się takie single, jak „La La La”, „We Belong Together” i „Forever with You” z gościnnym udziałem Park Bom. Album zawierał również pierwszy utwór solowy G-Dragona – cover singla „This Love” amerykańskiego zespołu Maroon 5.
Po wydaniu minialbumu Always w 2007 roku, G-Dragon zaczął angażować się bardziej w produkcje albumów zespołu. Na płycie Always znalazło się kilka piosenek skomponowanych przez niego, w tym główny singel „Geojitmal” (kor. 거짓말), który stał się pierwszym hitem numer jeden zespołu. Ich następne minialbumy podążały śladami swojego poprzednika: Hot Issue przyniósł singel „Majimak Insa (Last Farewell)” (kor. 마지막 인사(Last Farewell), podczas gdy Stand Up zaprezentował singel „Haru Haru” (kor. 하루하루, ang. Day by Day); oba single zostały skomponowane przez niego i znalazły się na szczytach list.

### 2009–2011: Rozwój kariery solowej,HeartbreakeriGD & TOP
Oprócz Big Bangu, G-Dragon wystąpił kilkukrotnie solo. Po pomocy w wyprodukowaniu debiutanckiego albumu Taeyanga, nagrał własną wersję głównego singla z albumu – „Naman Barabwa (Only Look at Me)” (kor. 나만바라봐), zatytułowaną „Only Look At Me Part 2”. Singel został wydany cyfrowo. Wraz z Taeyangiem i T.O.P, G-Dragon wystąpił gościnnie w utworze „Super Fly” piosenkarki Lexy z jej albumu Rush. W maju 2009 roku współpracował z japońskim boysbandem W-inds. przy ich singlu Rain Is Fallin'/HYBRID DREAM.
Po tym jak Taeyang wydał swój album, G-Dragon wydał swój solowy album – Heartbreaker, na którym gościnnie wystąpiło wiele artystów, w tym z Teddy z 1TYM, Taeyang, Kush, CL oraz Sandara Park z 2NE1. Początkowo miał ukazać się w kwietniu, ale premiera płyty została przesunięta na sierpień, aby data pokryła się z jego 21 urodzinami. Album przyniósł zmianę wyglądu G-Dragona, gdy ten zafarbował włosy na blond, aby dopasować wizerunek do koncepcji płyty. Promowany przez główny singel o tym samym tytule, elektroniczną popową piosenkę, album sprzedał się w liczbie ponad 280 tys. egzemplarzy i zdobył nagrodę „Album Roku” podczas 2009 Mnet Asian Music Awards. Wkrótce po premierze Heartbreaker, G-Dragon został oskarżony o plagiat przez Sony Music, według którego jego utwory „Heartbreaker” i „Butterfly” miały być podobne do utworów „Right Round” Flo Ridy oraz „She’s Electric” zespołu Oasis. Jednak EMI, wytwórnia dystrybuująca „Right round” oznajmiła, że nie widzi podobieństwa między tymi dwoma utworami. 6 marca 2010 roku YG Entertainment ogłosiło, że osobiście skontaktowali się z przedstawicielami Flo Ridy prosząc, by wystąpił na koncertowym albumie G-Dragona, Shine a Light, na co piosenkarz przystał. W celu promocji swojego albumu, G-Dragon wystąpił na pierwszym solowym koncercie w Parku Olimpijskim w grudniu 2009 roku. Zatytułowany „Shine a Light”, nazwa koncertu pochodzi od słów jego piosenki „A Boy”. Koncert następnie wywołał kontrowersje ze skargami na nieprzyzwoitość i sugestywne treści. Koreańskie Ministerstwo Zdrowia i Opieki Społecznej później poprosiło prokuratorów rządowych, aby zbadali, czy G-Dragon lub YG Entertainment naruszyli przepisy dotyczące obscenicznych występów podczas jego koncertu. Został uniewinniony i oczyszczony ze wszystkich zarzutów 15 marca 2010 roku.

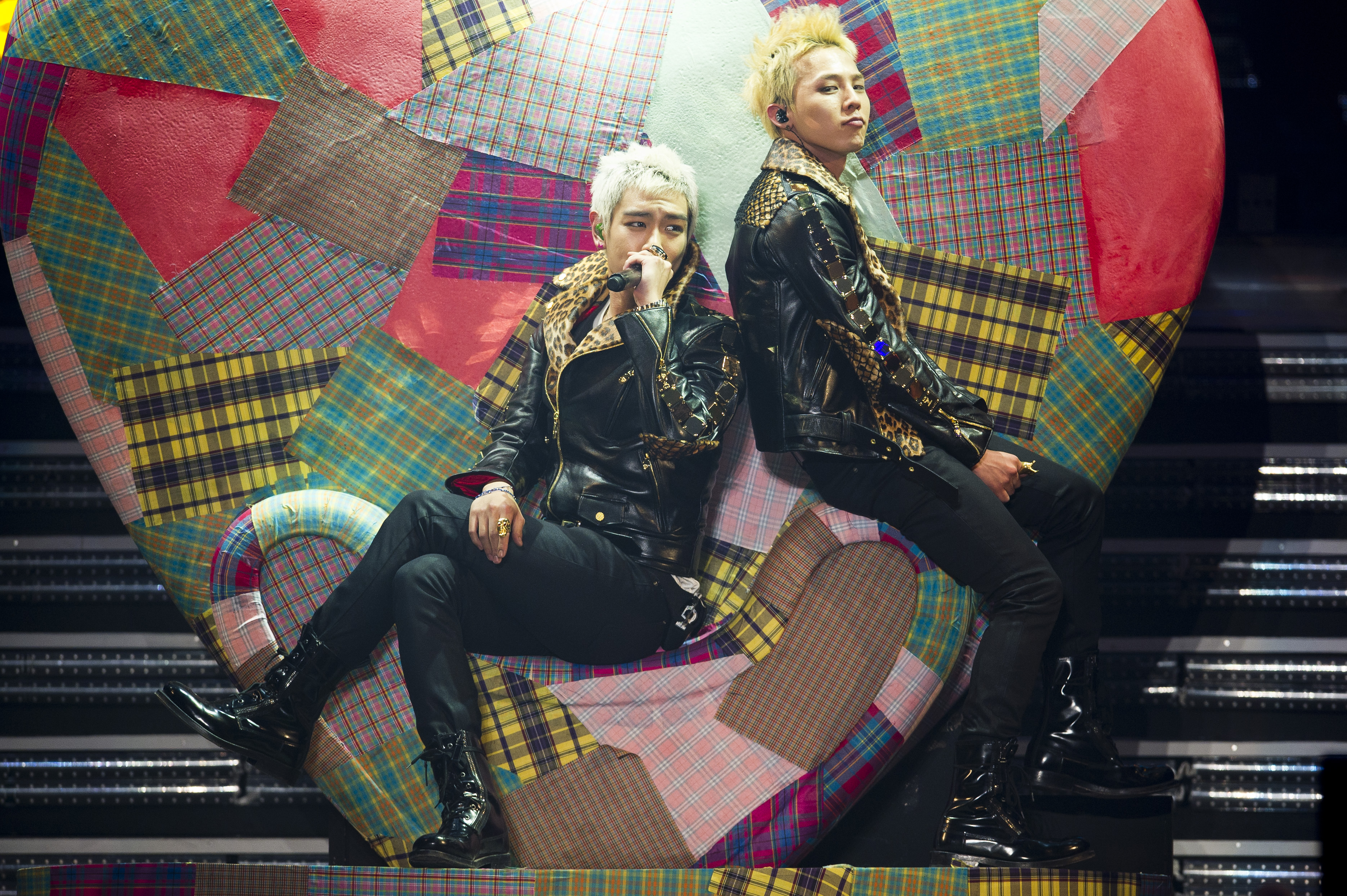
G-Dragon na scenie z T.O.P. w 2011 r.

W listopadzie 2010 roku YG Entertainment zapowiedziało wspólny album powstały przy współpracy z T.O.P. Przed premierą płyty muzycy, jako duet GD & TOP, wystąpili na Times Square w Yeongdeungpo-gu w Seulu, showcase ten był również transmitowany na żywo na YouTube. Aby promować album, duet wydał trzy single: „High High”, „Oh Yeah” oraz „Knock Out”. Wszystkie trzy single zostały wydane przed premierą albumu. Single osiągnęły sukces komercyjny: „High High” był numerem jeden w kilku programach muzycznych, a „Oh Yeah” zadebiutował na drugim miejscu na liście Digital Gaon Chart. Album został wydany w Wigilię i zadebiutował na pierwszej pozycji listy Gaon Album Chart, w przedsprzedaży zamówiono 200 tys. egzemplarzy.
Przy współpracy z Park Myeong-su i Mr. Potato stworzył duet o nazwie GG i 2 czerwca 2011 roku wystąpił w programie Infinite Challenge z piosenką „Fired Up” (kor. 바람났어) z gościnnym udziałem Park Bom z 2NE1.
5 października 2011 roku poinformowano, że badania na obecność marihuany u G-Dragona dały wynik pozytywny. Jego badanie moczu dało wynik negatywny, ale z badania zawartości włosa wykryto śladowe ilości. Testy zostały wykonane na początku czerwca, a wyniki otrzymano w sierpniu. Jako że było to jego pierwsze wykroczenie z niewielką szkodliwością, poskutkowało to pouczeniem i nie został oskarżony. Rzekomo w maju przyjął on oferowanego papierosa od fana w Japonii podczas przyjęcia. Był jedyną osobą z przyjęcia, która później została ostrzeżona przez koreańskie władze. Wyznał, że zapalił oferowanego papierosa, ale gdy spostrzegł, że nie był to zwykły papieros, wyrzucił go.
Skandal spowodował wstrzymanie jego promocji i YG Entertainment wydał oświadczenie, że dostał czas na zastanowienie się nad swoją pomyłką. Ponieważ nie został oskarżony, że nie stracił żadnych sponsorów, a później wystąpił po raz pierwszy po skandalu podczas MTV Europe Music Awards 2011 wraz ze swoim zespołem Big Bang.

### 2012–2013:One of a Kind, światowa trasa orazCoup D’Etat

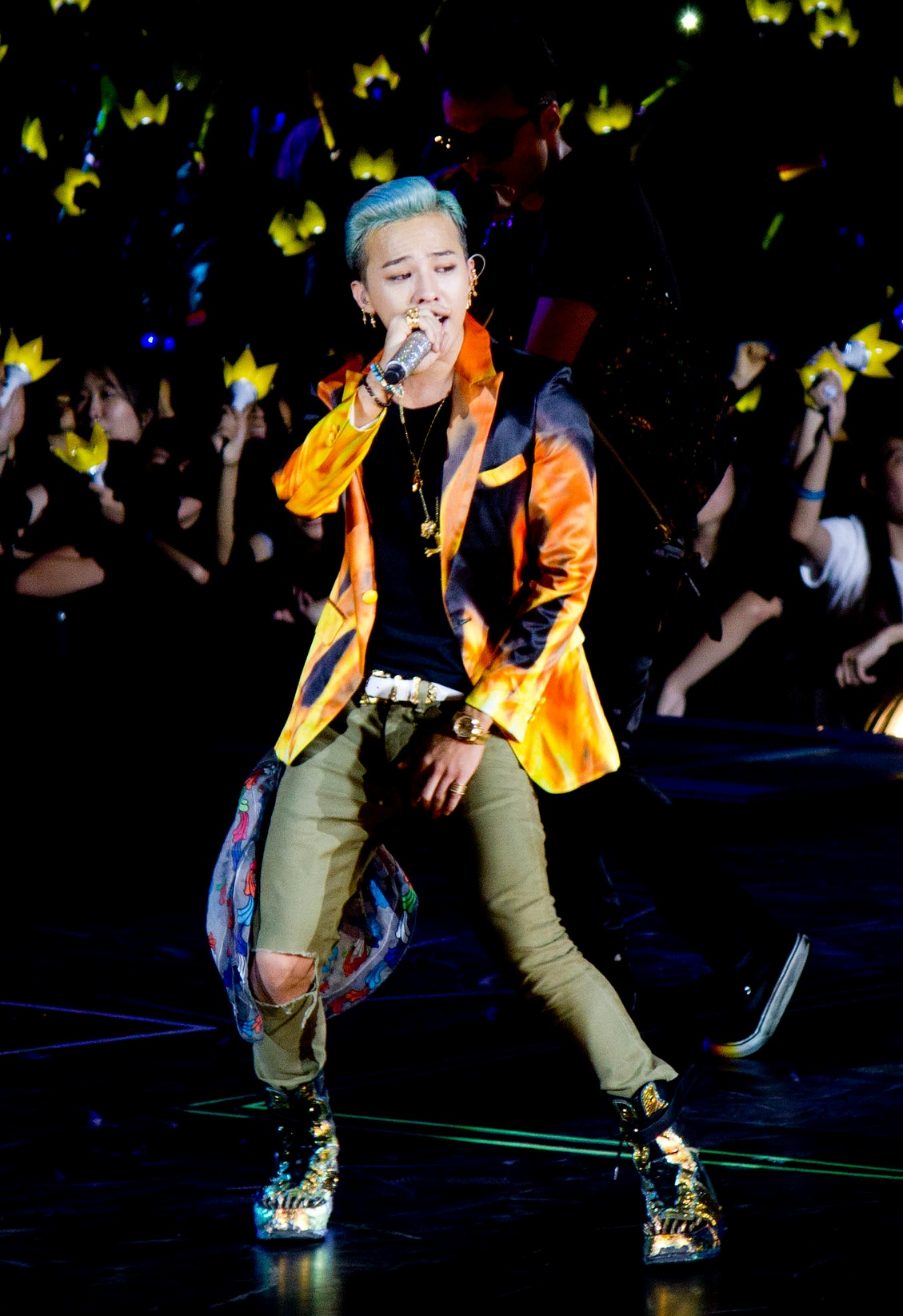
G-Dragon występujący na Alive Galaxy Tour we wrześniu 2012 roku.

W marcu 2012 roku ogłoszono, że solowy comeback G-Dragona zaplanowano na drugą połowę roku, aby pokrył się z jego urodzinami. W dalszym ciągu współpracował z innymi artystami podczas nagrywania materiałów do swojego albumu, w tym wystąpił z T.O.P na nadchodzącym japońskim albumie Pixie Lott.
G-Dragon 24 sierpnia 2012 roku wydał teledysk do piosenki „One of a Kind” z minialbumu o tym samym tytule na YouTube. Piosenka przyniosła mu kilka  nagród, w tym „Best Rap/Hip-hop Song” z Korean Music Awards. Jego mini album ukazał się 15 września 2012 roku.
Album został pozytywnie odebrany, plasując się na pierwszym miejscu listy Billboard World Album Chart i na 161. listy Billboard 200. Do końca roku 2012 minialbum sprzedał się w liczbie ponad 204 tys. egzemplarzy, był czwartą najlepiej sprzedającą się płytą w tym roku. Za swoje dokonania zdobył nagrodę „Najlepszy Artysta Solowy” podczas 14. Mnet Asian Music Awards oraz „Płyta Roku” za album One of a Kind podczas 22. Seoul Music Awards.
W styczniu 2013 roku, aby wesprzeć promocję G-Dragon udał się w trasę 2013 1st World Tour, zostając pierwszym koreańskim artystą solowym, który wystąpił na czterech obiektach: Fukuoka Dome, Seibu Dome, Osaka Dome oraz Nagoya Dome. Po zakończeniu światowej trasy G-Dragon wrócił do studia, aby nagrać drugi album studyjny. YG Entertainment ogłosił później, że na płycie pojawi się nagradzana Grammy artystka – Missy Elliott. Elliott ogłosiła wcześniej w styczniu 2013 roku za pośrednictwem Twittera, że nagrała z piosenkarzem dwa utwory („Chugalug”, „Niliria”), z których oba zostały wyprodukowane przez Teddy’ego Park.
Jego drugi album, Coup D’Etat, został wydany w dwóch częściach: pierwsza 2, a druga – 5 września. Pełny album ukazał się 13 września. Do produkcji albumu nawiązano współpracę z wieloma artystami i producentami, w tym Missy Elliott, Diplo, Baauer, Boys Noize, Sky Ferreira, Siriusmo, Zion.T, Lydia Paek oraz Jennie Kim. G-Dragon i Missy Elliott wykonali piosenkę „Niliria” na KCON 2013 w Los Angeles. Sześć utworów z Coup D’Etat znalazło się w top 10 listy Gaon Digital Chart, z „Who You?” jako numer jeden. Teledysk do utworu tytułowego z albumu ukazał się na YouTube 1 września, a teledysk do „Crooked” został wydany niedługo później, 4 września. Sukces Coup D’Etat przyniósł G-Dragonowi łącznie cztery nagrody podczas 15. Mnet Asian Music Awards: „Best Male Solo Artist”, „Best Music Video” za „Coup D’Etat”, „Best Dance Performance” za „Crooked” oraz najwyższe wyróżnienie – „Artysta Roku”. Następnie otrzymał również nagrody „World’s Best Entertainer” i „World’s Best Album” podczas World Music Awards. 17 września G-Dragon wziął udział w programie muzycznym Infinite Challenge w Imjingak, wykonując utwór „Going to Try” (kor. 해볼라고 Haebolago) w duecie z komikiem Jeong Hyeong-donem. Pracował również z Skrillexem przy utworze „Dirty Vibe” z albumu Recess.

### 2014–2016: Trasy koncertowe, współpraca i sztuka współczesna

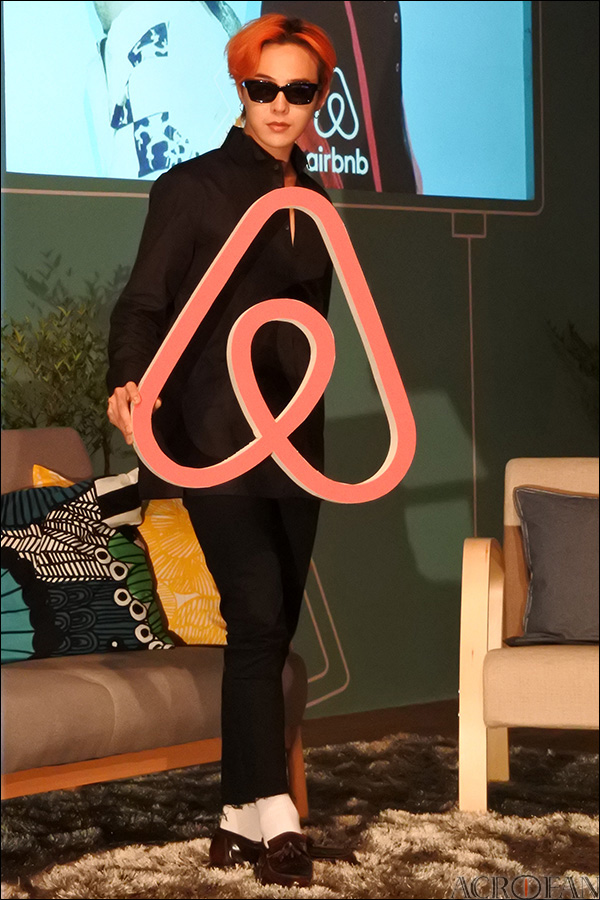
G-Dragon został twarzą Airbnb w Azji (2015 r.).

G-Dragon odbył azjatycką trasę, podczas której spotykał się ze swoimi fanami, odwiedził Japonię, Hongkong, Tajwan, Singapur, Malezję oraz Chiny. Piosenkarz dołączył też do trasy YG Entertainment „YG Power Tour”, która zgromadziła łącznie ponad 400 tys. publiczności w siedmiu miastach w Azji.
21 listopada G-Dragon z Taeyangiem wydał singel „Good Boy”. Piosenka uplasowała się na pierwszej pozycji listy Billboard World Digital Songs, zostając trzecią piosenką koreańskiego artysty (po PSYu i 2NE1). Singel został pobrany 1,1 miliona razy w Korei Południowej. 15 grudnia G-Dragon wydał kolejny utwór we współpracy, „Dirty Vibe”, z Skrillexem, Diplo oraz CL. Utwór znalazł się na 19 pozycji listy Billboard Hot Dance/Electronic Song. We wrześniu 2014 roku G-Dragon nawiązał współpracę z Chow Tai Fook Enterprises i zaprojektował własną kolekcję biżuterii.
W 2015 roku G-Dragon otworzył wystawę sztuki współczesnej pod nazwą PEACEMINUSONE: Beyond the Stage. Na wystawie można było obejrzeć 200 dzieł sztuki 12 artystów krajowych i zagranicznych, w tym Michaela Scogginsa, Sophie Clements i Jamesa Clara. G-Dragon poinformował, że nad wystawą pracował przez ponad rok, jego celem było połączenie nowoczesnej sztuki i popkultury. Wystawa została otwarta w Seulu, w Korei Południowej 6 czerwca i można było ją oglądać do 23 sierpnia; wystawę można było też oglądać w Szanghaju i Singapurze. Artysta został twarzą marki Airbnb na rynku w Azji w sierpniu 2015 roku.
W 2015 roku, po raz trzeci z rzędu, wziął udział konkursie muzycznym Infinite Challenge, tym razem z Taeyangiem. Duet wystąpił z Hwang Kwang-hee zespołu ZE:A.

### Od 2017:Kwon Ji-yong, druga trasa koncertowa i służba wojskowa
W styczniu 2017 roku YG Entertainment ogłosiła, że G-Dragon pracuje nad nowym albumem solowym, który ma zostać wydany w 2017 roku, a także zapowiedziano trasę koncertową. G-Dragon wystąpił w piosence „Complex” z albumu Zion.T OO, który ukazał się 1 lutego 2017 roku.
Nowy album solowy, pt. Kwon Ji-yong, ukazał się 8 czerwca, na dwa dni przed rozpoczęciem drugiej solowej trasy koncertowej Act III, M.O.T.T.E.
G-Dragon rozpoczął swoją dwuletnią obowiązkową służbę wojskową 27 lutego 2018 roku jako żołnierz służby czynnej. Służbę zakończył 26 października 2019 roku.

## Image i twórczość

### Wizerunek publiczny

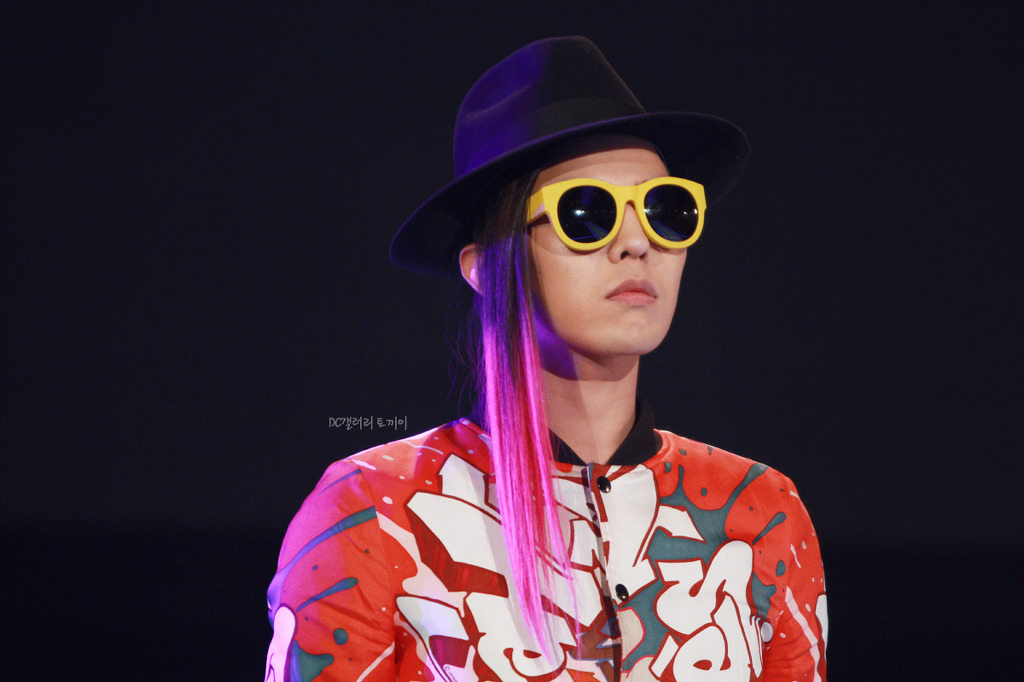
G-Dragon w stroju scenicznym podczas trasy Alive zespołu Big Bang (2012 r.).

Określany mianem najmodniejszego w zespole. G-Dragon jest znany z ciągle zmieniającego się image'u i ścisłej kontroli nad swoją sztuką, jest zdecydowanie przeciwny idei piosenkarzy będących „produktem” przemysłu rozrywkowego.
Podczas promowania albumu Heartbreaker, zmienił fryzury przez zafarbowanie na blond, co zyskało popularność wśród jego fanów i została jedną z najlepszych fryzur roku. Piosenkarz wielokrotnie zmieniał style uczesania przez lata, począwszy od różnych odcieni kolorów po różne stylizacje. Dodatkowo, jego częste noszenie trójkątnych chust stało się trendem wśród nastolatków, a później nazywane „szalikami Big Bang”.
G-Dragon jest znany z androgynicznego wyglądu. Współpracował z włoskim projektantem obuwia Giuseppe Zanottim, wypuścił kolekcję limitowanej edycji butów dla mężczyzn i kobiet, powiedział, że „to nie tylko dziewczęta lub kobiety ekscytują się na widok pięknych butów. (...) faceci także mogą się czuć w ten sposób”. Styl G-Dragona został opisany przez Rushali Pawar z International Business Times jako „ekscentryczny i eksperymentalny”, podczas gdy Taylor Glasby z brytyjskiego magazynu „Dazed and Confused” charakteryzuje styl GD jako „płynny i daleko idący” nazywając go „naturalnym modowym kameleonem”.
Ze względu na ciągłe zmiany wizerunku, G-Dragon zdobył wiele nagród, w tym „Ikona Stylu” w 2013 i 2016 roku. W 2015 roku został wybrany przez GQ Korea „Mężczyzną Roku”. Zdobył też nagrodę „Fashionista” w 2015 roku. G-Dragon przyciąga uwagę innych modowych celebrytów. Ikona mody Kang Dong-won podczas jednego z wywiadów przyznał wpływ G-Dragona na jego styl, nazywając wokalistę „fashionistą”. Osobowość telewizyjna Kim Jun-hee  wyraziła swój podziw dla artysty mówiąc, że „G-Dragon nie tylko ma wspaniałe wyczucie w modzie, ale też potrafi pisać i komponować muzykę jak geniusz”. Kanadyjska piosenkarka Grimes stwierdziła również, że k-pop wpłynął na jej styl muzyczny „bardziej wizualnie niż cokolwiek innego”, w szczególności G-Dragon. Znalazł się też na okładkach różnych magazynów, m.in. „W”, „Dazed”, „Vogue” i „Hypebeast”.
Początkowo G-Dragon przyznał się do bycia świadomym swojej roli jako muzyka, zauważając, że „zmieniłem wiele rzeczy, w tym ton mojego głosu, gdyż byłem świadomy swojej pracy będąc w obecności innych”. Zdając sobie sprawę, że jego wizerunek publiczny odgrywa ważną rolę przy promocji jego płyt, G-Dragon wspomniał, że „to, co ludzie postrzegają za mój wygląd zewnętrzny jest moim dziełem, więc jest to moją winą, gdy sprawiam złe wrażenie”. W ostatnich latach stał się bardziej zrelaksowany mówiąc, że teraz już nie „tworzy muzyki lub ubiera się, aby zaimponować ludziom” wokół siebie. Pomimo swojego sukcesu jako solista i lider Big Bangu, G-Dragon przyznał, że nie zdawał sobie sprawy z wielkości swojej sławy, dopóki nie udał się w trasę Big Bang Alive Galaxy Tour 2012. Raper wykorzystał swój wizerunek w celu podniesienia świadomości wielu spraw, w tym UN Refugee Agency i Projektu Red na rzecz walki z AIDS.
Został wyróżniony jako jeden z „50 powodów, dla których Seul jest najlepszym miastem” według CNN w 2011 roku, podczas gdy w 2015 roku został wybrany jako jeden z „500 światowych liderów branży modowej”, będąc jednym z pięciu Koreańczyków na liście, a także jedynym artystą K-popowym. W 2016 roku G-Dragon został wybrany jako jeden z 10 najbardziej wpływowych osobistości w Chinach przez Sina Entertainment, został pierwszym międzynarodowym artystą, który tego dokonał.

### Muzyczny styl, teksty I kompozycja
Zainspirowany muzyką Wu-Tang Clanu i nazywając amerykańskiego piosenkarza Pharrella Williamsa swoim „muzycznym bohaterem” G-Dragon wziął udział w nagraniu hip-hopowego albumu Flex alumu w 2001 roku w wieku 13 lat, ustanawiając swoją karierę jako artysta. W pierwszych dniach kariery Big Bangu, zespół został wprowadzony na rynek głównie jako grupa hip-hopowa, choć jej członkowie dalej eksperymentowali z muzyką elektroniczną i lansowali ją jako nowy nurt muzyczny w Korei. Dzięki wcześniejszemu kontaktowi z różnymi gatunkami muzycznymi w zespole Big Bang, G-Dragon zawarł na albumie Heartbreaker mieszankę piosenek z gatunku dance, hip-hopu i R&B. Podczas produkcji wspólnego albumu, GD & TOP, G-Dragon zdecydował się na brzmienie bardziej hip-hopowe, choć przyznał też, że duży wpływ miały także R&B, muzyka akustyczna i elektroniczna.
Od czasu solowego debiutu G-Dragon utrzymuje ścisłą kontrolę nad swoją muzyką, wykorzystuje swoje emocje zmieniając je w słowa i kompozycję jego piosenek. Słowa w piosence „A Boy” były odpowiedzią na negatywną krytykę towarzyszącą kontrowersji z plagiatem z  2009 roku – muzyk odmówił zakończenia swojej kariery, pomimo niepowodzeń. Inspiracją piosenki Big Bangu, „If You”, był czas, gdy artysta był zakochany, podczas gdy utwór „Loser” został napisany w próbie uczłowieczenia grupy. Aby odróżnić się od innych artystów i kompozytorów, G-Dragon przyznał, że „Chcę, aby wszystkie części mojego utworu zapadły w pamięć. To jest mój sposób komponowania utworu, aby mógł być zapamiętany w całości, dzięki zakrętom na każdym rogu i przywołaniu innej historii.”. Przed swoim solowym debiutem, artysta był także zaangażowany w produkcję albumów Big Bangu, pisał i redagował większość ich piosenek. Oprócz produkcji utworów dla własnego zespołu G-Dragon tworzy również dla innych artystów, w tym dla kolegów z zespołu – Taeyanga i Seungriego, a także zespołu iKON.
Wkład G-Dragona w jego muzykę przyniósł zarówno mu pochwały, jak i krytykę. Preferował tworzyć teksty, które „brzmią jak rzeczywista historia”, jest określany jako „genialny piosenkarz i tekściarz”, choć raper wyraził swoją niechęć wobec „etykiet”. Jego starania, aby stworzyć melodie przyniosły mu pochwały oraz opinię jednego z najlepszych kompozytorów 2008 roku. Raper zwieńczył również listę „najbardziej pracowitych idoli” magazynu Forbes, a także znalazł się la liście „Korea 2030 Power Leaders”. Piosenkarz Lee Seung-chul wymienia G-Dragona jako jednego z młodych artystów, którzy zwrócili jego uwagę. Producent i raper Cho PD wyraził swoje uznanie dla Big Bangu, stwierdzając, że muzycy z Big Bangu rozwinęli się jako idole posiadając też zdolności muzyków. Korea Music Copyright Association wymienia ponad 147 utworów autorstwa G-Dragona, a w 2015 roku tantiema artysty została oszacowany na ponad 700 tys. dolarów rocznie. Jest najlepiej opłacanym piosenkarzem odbywającym trasy koncertowe w Korei, a także został wymieniony na liście południowokoreańskich kompozytorów najwięcej zarabiających w 2012 roku, jako najlepiej zarabiający z pisania piosenek.

## Życie prywatne
W 2012 roku G-Dragon zbudował pensjonat jako dar dla jego rodziny; fani również mogą zatrzymywać się w tym hotelu, który jest teraz prowadzony jako firma przez jego rodziców. 20 października 2015 roku G-Dragon oficjalnie otworzył swoją pierwszą kawiarnię pod nazwą „Monsant Cafe”, na wyspie Czedżu. Południowokoreański zespół muzyki niezależnej Hyukoh był pierwszym artystą występującym w kawiarni we wrześniu 2015 roku.

## Filmografia

### Programy telewizyjne
| Rok  | Tytuł                                  | Stacja telewizyjna | Uwagi                                                   |
| ---- | -------------------------------------- | ------------------ | ------------------------------------------------------- |
| 2007 | Come to Play                           | MBC                | Gościnnie                                               |
| 2007 | Miraculous Victory and Defeat          | SBS                | Gościnnie z Seungrim, odc. 5                            |
| 2008 | Miraculous Victory and Defeat          | SBS                | Gościnnie z Daesungiem, odc. 8-10                       |
| 2008 | Come to Play                           | MBC                | Gościnnie z T.O.P, odc. 194                             |
| 2008 | Family Outing                          | SBS                | Gościnnie z Shin Sung-rok, odc. 7-8                     |
| 2009 | Strong Heart                           | SBS                | Gościnnie z Seungrim, odc. 1                            |
| 2010 | You Hee-yeol's Sketchbook              | KBS2               | z Taeyangiem, odc. 58                                   |
| 2011 | Star Date                              | KBS                | Gościnnie z T.O.P                                       |
| 2011 | Night After Night                      | SBS                | Gościnnie z T.O.P, odc. 9                               |
| 2011 | Kim Jung Eun's Chocolate               | SBS                | Gościnnie z T.O.P, odc. 130                             |
| 2011 | Strong Heart                           | SBS                | Gościnnie z Seungri, odc. 65-66                         |
| 2011 | Infinite Challenge                     | MBC                | Partner with Park Myeong-su, episode 247-249, 253-256   |
| 2012 | Healing Camp, Aren't You Happy         | SBS                | Gościnnie z Big Bang, odc. 31                           |
| 2012 | Running Man                            | SBS                | Gościnnie z Big Bang, odc. 84-85                        |
| 2012 | Jung Jae-hyung & Lee Hyori's You and I | SBS                | Gościnnie z Big Bang, odc. 3                            |
| 2012 | Strong Heart                           | SBS                | Odcinek specjalny YG family, odc. 123-124               |
| 2012 | Go Show                                | SBS                | Gościnnie z Big Bang, odc. 3                            |
| 2012 | "One of a Kind" Live Countdown         | Naver              | Gość specjalny                                          |
| 2012 | Infinite Challenge                     | MBC                | Gościnnie, odc. 297-298                                 |
| 2013 | Thank You                              | SBS                | Gościnnie, odc. 3-4                                     |
| 2013 | Hwasin: Controller of the Heart        | SBS                | Gościnnie z Daesungiem, odc. 6                          |
| 2013 | Running Man                            | SBS                | Gościnnie z Daesungiem i Seungrim, odc. 163             |
| 2013 | Ask in a Box: Coup D'etat              | 1theK              | Gościnnie, odc. 37                                      |
| 2013 | Infinite Challenge                     | MBC                | Razem z Jeong Hyeong-don, odc. 346, 349, 351-354        |
| 2013 | Weekly Idol                            | MBC                | Gościnnie, odc. 125-126                                 |
| 2014 | The Return of Superman                 | KBS2               | Gościnnie z Big Bang, odc. 16                           |
| 2014 | You Hee-yeol's Sketchbook              | KBS2               | Gościnnie z Jang Pil-soon, M.I.B, Colla Voice, odc. 202 |
| 2014 | The Return of Superman                 | KBS2               | Gościnnie z Big Bang, odc. 28-29                        |
| 2015 | Happy Together                         | KBS2               | Gościnnie z Big Bang, odc. 398                          |
| 2015 | You Hee-yeol's Sketchbook              | KBS2               | Gościnnie z Big Bang, odc. 276                          |
| 2015 | Running Man                            | SBS                | Gościnnie z Big Bang, odc. 250                          |
| 2015 | Infinite Challenge                     | MBC                | Gościnnie z Taeyangiem, odc. 435-440, 442               |
| 2015 | Please Take Care of My Refrigerator    | JTBC               | Gościnnie z Taeyangiem, odc. 43                         |
| 2015 | The Return of Superman                 | KBS2               | Gościnnie, odc. 97-98                                   |
| 2016 | Devil’s runway                         | OnStyle            | Gościnnie, odc. 3                                       |
| 2017 | Weekly Idol                            | MBC                | Gościnnie z Big Bang, odc. 284-285                      |

## Dyskografia

### Solo
Koreańskie albumy studyjne
- Heartbreaker (2009)
- Coup D’Etat (2013)
- Kwon Ji-yong (2017)

Japońskie albumy studyjne
- Coup D’Etat [+ One of a Kind & Heartbreaker ] (2013)

## Trasy koncertowe
Trasy światowe
- One of a Kind World Tour (2013)
- Act III: M.O.T.T.E World Tour (2017)

Koncerty
- Shine a Light (2009)